# 俞咨禹
俞咨禹（1550年—1588年），字司平，號瑞洛，福建鎮海衛銅山所人，軍籍，明朝政治人物。

## 生平
隆慶元年（1567年）丁卯科福建鄉試第三十六名，萬曆十一年（1583年）癸未科三甲十二名進士。通政司觀政，本年授浙江嘉兴府推官，十五年行取，十六年三月选授南京云南道试御史，卒于官。

## 家族
曾祖俞慈保；祖父俞世缜；父俞瑤。母黃氏。永感下。弟俞咨伯。